# Айтоски проход
Айтоски проход е планински проход в Източна Стара планина в Област Бургас (Община Руен и Община Айтос ) и Област Варна (Община Дългопол) .
Дължината на прохода е 65,41 км, надморска височина на седловината – 394 м.
Проходът свързва Североизточна с Югоизточна България. Започва от северния край на град Айтос на 142 м надморска височина и завършва в източния край на град Дългопол на 33 м надморска височина. През седловината преминава участък от 65,41 км от третокласния Републикански път III-208 (от 33,39 до 98,8 км), село Ветрино – Провадия – Дългопол – Айтос. Проходът се поддържа целогодишно за движение на МПС, с изключение на многоснежни зими през месец януари, когато има случаи на затваряне за движение.
На седловината се срещат се тревни и храстови формации, а от дървесните видове източен бук и източен горун. Разпространен е българският ендемит айтоски клин.
От 2021 год. Айтоският проход е затворен за тежкотоварен транзитен трафик (камиони с обща маса над 12 т.). Най-близкият проход за тежкотоварен трафик е Рижкият.

## Топографска карта
- Лист от карта K-35-43. Мащаб: 1 : 100 000.